# Premio Marcel Duchamp

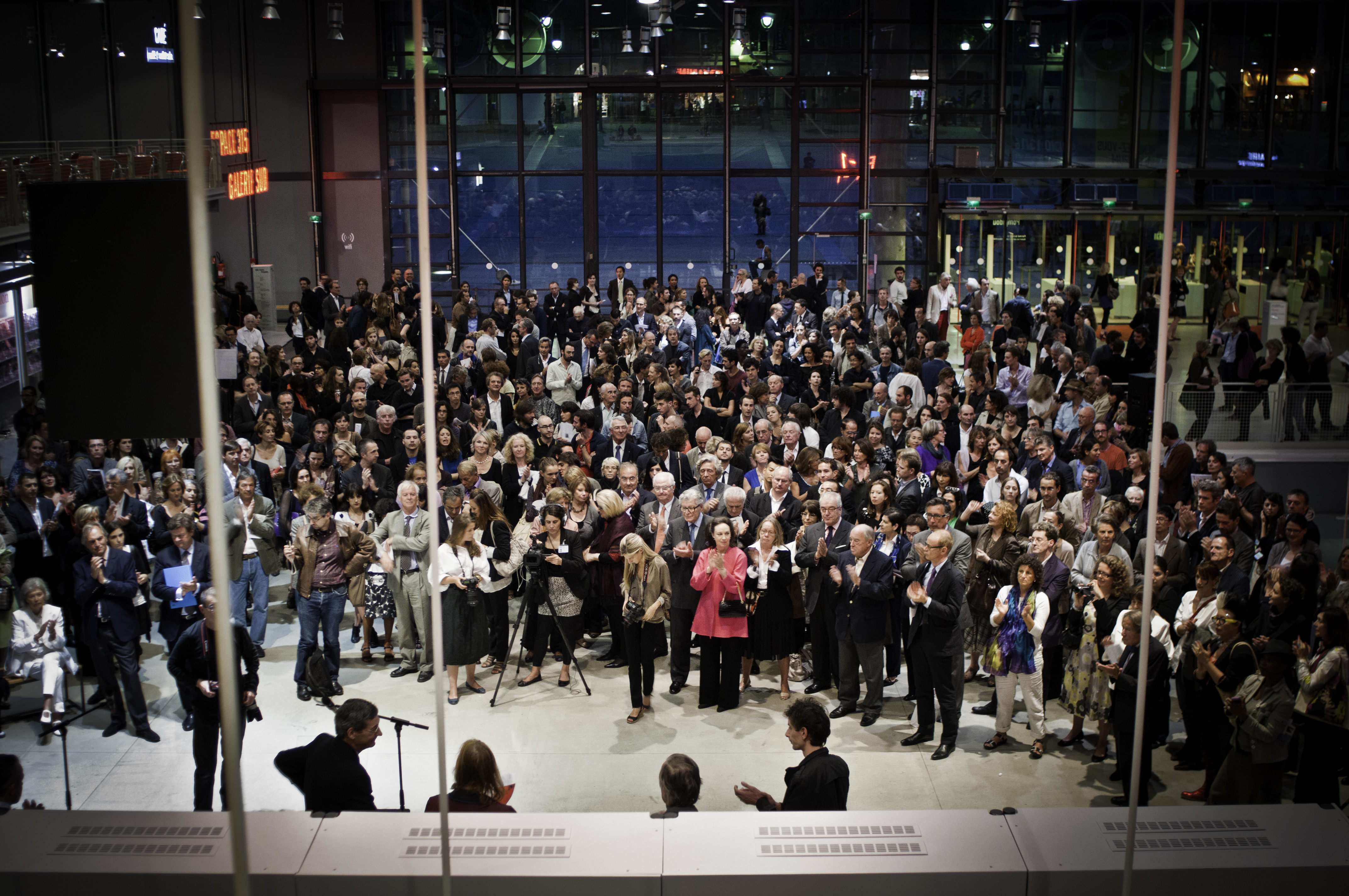
Entrega del premio Marcel Duchamp 2009 en Centro Pompidou

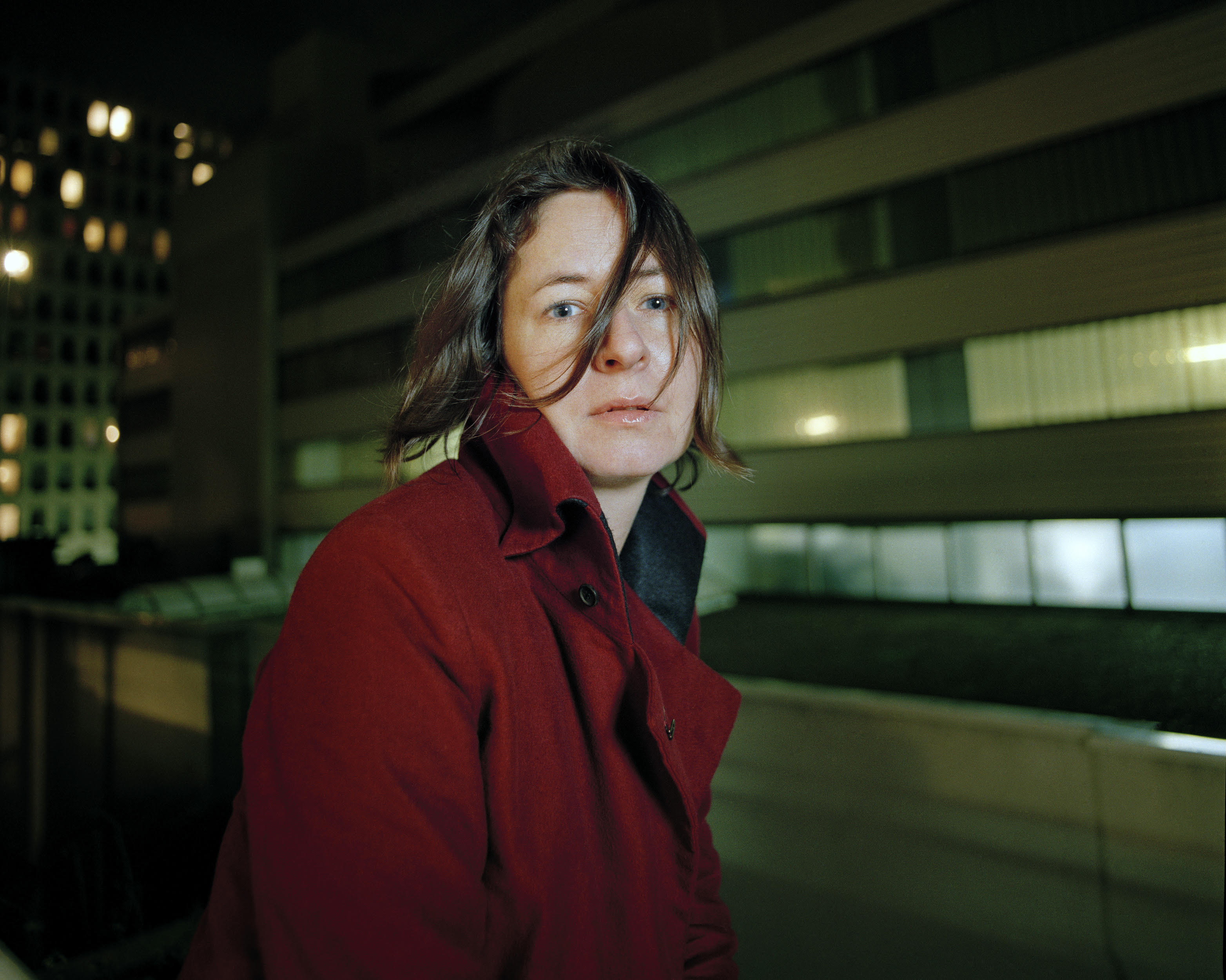
Dominique Gonzalez-Foerster, artista destacada en 2002.

El Premio Marcel Duchamp (en francés : Prix Marcel-Duchamp) es un premio anual otorgado a un artista menor de 35 años por la Asociación para la Difusión International del Arte Francés (ADIAF). El ganador recibe un premio personal de 35.000 € y de hasta 30.000 € con el fin de realizar una exposición de su trabajo en el Centro Georges Pompidou.
El premio lleva el nombre del artista Marcel Duchamp.

## Ganadores
| Año  | Ganador                                   | Otros nominados                                                                   |
| ---- | ----------------------------------------- | --------------------------------------------------------------------------------- |
| 2001 | Thomas Hirschhorn                         | Pierre Bismuth, Rebecca Bournigault, Claude Closky, Felice Varini, Xavier Veilhan |
| 2002 | Dominique Gonzalez-Foerster               | Anri Sala, Bernard Frize, Valérie Jouve, Wang Du                                  |
| 2003 | Mathieu Mercier                           | Stéphane Couturier, Claude Lévêque, Pascal Pinaud, Eric Poitevin                  |
| 2004 | Carole Benzaken                           | Valérie Belin, Philippe Cognée, Richard Fauguet, Philippe Ramette                 |
| 2005 | Claude Closky                             | Kader Attia, Gilles Barbier, Olivier Blanckart                                    |
| 2006 | Philippe Mayaux                           | Abdel Abdessemed, Leandro Erlich, Bruno Peinado                                   |
| 2007 | Tatiana Trouvé                            | Adam Adach, Pierre Ardouvin, Richard Fauguet                                      |
| 2008 | Laurent Grasso                            | Michel Blazy, Stéphane Calais, Marcel Didier                                      |
| 2009 | Saâdane Afif                              | Damien Deroubaix, Nicolas Moulin, Philippe Perrot                                 |
| 2010 | Cyprien Gaillard                          | Céleste Boursier-Mougenot, Camille Henrot, Anne-Marie Schneider                   |
| 2011 | Mircea Cantor                             | Damien Cabanes, Guillaume Leblon, Samuel Rousseau                                 |
| 2012 | Daniel Dewar y Grégory Gicquel- escultura | Valérie Favre, Bertrand Lamarche, Franck Scurti                                   |
| 2013 | Latifa Echakhch                           | Farah Atassi, Claire Fontaine, Raphaël Zarka                                      |
| 2014 | Julien Prévieux                           | Evariste más Ricos, Théo Mercier, Florian et Michaël Quistrebert                  |
| 2015 | Melik Ohanian                             | Davide Balula, Neïl Beloufa, Zineb Sedira                                         |
| 2016 | Kader Attia                               | Yto Barrada, Ulla von Brandenburg, Barthélémy Toguo                               |
| 2017 | Joana Hadjithomas y Khalil Joreige        | Maja Bajevic, Charlotte Polilla, Víctor Santoro                                   |
| 2018 | Clément Cogitore                          | Mohamed Bourouissa, Jue Van Tran, Marie Voignier                                  |
| 2019 | Éric Baudelaire                           | Katinka Bock, Marguerite Humeau, Wilfried Mille et Ida Tursic                     |
| 2020 | Kapwani Kiwanga                           | Alice Anderson, Hicham Berrada, Enrique Ramírez                                   |